# Walfred de Friül
Walfred (o Waltfred) (+ 896) fou comte de Verona i després marcgravi de Friül a les últimes dècades del segle ix (891-896).
Walfred va ser un dels primers que van fer costat a Berenguer de Friül en el seu intent per la corona de ferro de Llombardia després de la deposició de Carles el Gros el 887. Fou descrit com el seu "alt conseller". Era consiliarius et marchio nomenat per Carles el Gros i el major magnat a l'est de Llombardia després de Berenguer. Fins i tot va aconseguir succeir a Berenguer al Friül, si bé es desconeix en quines circumstàncies, i les opinions dels experts estan dividides.
Hauria succeït a Berenguer per nomenament d'aquest mateix al voltant de 890, quan Berenguer és esmentat per darrera vegada com a duc de Friül. Els Annals Fuldenses de l'any 896, expliquen que Walfred va morir en el càrrec i que havia governat a Verona amb "gran fidelitat a l'emperador", que significa Arnulf de Caríntia, especificant que la seva mort va ser el moment escollit per Berenguer per reafirmar la seva pretensió a la reialesa després de la seva disputa amb Arnulf a principis d'aquest any. S'ha suggerit que Walfred fou col·locat en el càrrec de duc al lloc de Berenguer, per Arnulf el 896, després que Berenguer va passar al camp d'Arnulf a principis d'aquest any. Walfred hauria doncs governat Friül menys d'un any en aquest cas. Després de la seva mort el 896 el ducat fou dividit en quatre comtats.